# Liczba postępu reakcji
Liczba postępu reakcji, zmienna reakcji {\displaystyle (\lambda )} – miara postępu reakcji chemicznej oparta na umownym założeniu, że jednostkowy postęp odpowiada zużyciu takich liczb moli substratów i powstaniu takich liczb moli produktów, które są równe współczynnikom stechiometrycznym {\displaystyle (\nu _{i})} w równaniu reakcji. Pojęcie liczby postępu reakcji zdefiniował Théophile de Donder w 1920 roku. Jest stosowane np. do wyrażania stopnia przemiany reagentów w danej chwili albo – w termodynamice chemicznej – jako podstawa dla określania powinowactwa chemicznego, ciepeł tworzenia związków lub entalpii innych reakcji, odnoszonych do {\displaystyle \lambda =1}.
Dla każdego z reagentów, biorących udział w ogólnej reakcji powstawania produktów P z substratów S:
{\displaystyle \sum {\nu _{Si}S_{i}}=\sum {\nu _{Pi}P_{i}},}
wartość {\displaystyle \lambda _{i}} jest jednakowa i wynosi:
{\displaystyle \lambda ={\frac {n_{zi,Si}}{\nu _{Si}}}={\frac {n_{zi,Pi}}{\nu _{Pi}}},}
gdzie: {\displaystyle n_{zi}} – liczba moli reagenta „i”, który został zużyty (S) lub utworzony (P).
Pojęcie liczby postępu reakcji jest zastępowane w praktyce pojęciem względnego stopnia przemiany, wyrażanego jako:
{\displaystyle \xi _{i}={\frac {n_{zi}}{\sum n_{0i}}},}
{\displaystyle \epsilon _{i}={\frac {n_{zi}}{n_{0i}}}=\sum {n_{0i}}{\frac {\xi _{i}}{n_{0i}}}={\frac {\xi _{i}}{x_{0i}}}.}
gdzie: {\displaystyle n_{zi}} – liczba moli reagenta „i”, które powstały lub zostały zużyte, {\displaystyle x_{i}} – ułamek molowy reagenta „i”.
Liczba postępu reakcji może więc być wyrażona jako:
{\displaystyle \lambda =\epsilon _{i}{\frac {n_{0i}}{\nu _{i}}}=\xi _{i}{\frac {n_{0i}}{\sum }}\nu _{i}.}